# Општина Гоштинари (Ђурђу)
Гоштинари (рум. Goştinari) општина је у Румунији у округу Ђурђу.
Oпштина се налази на надморској висини од 47 m.